# Fed Cup 2013

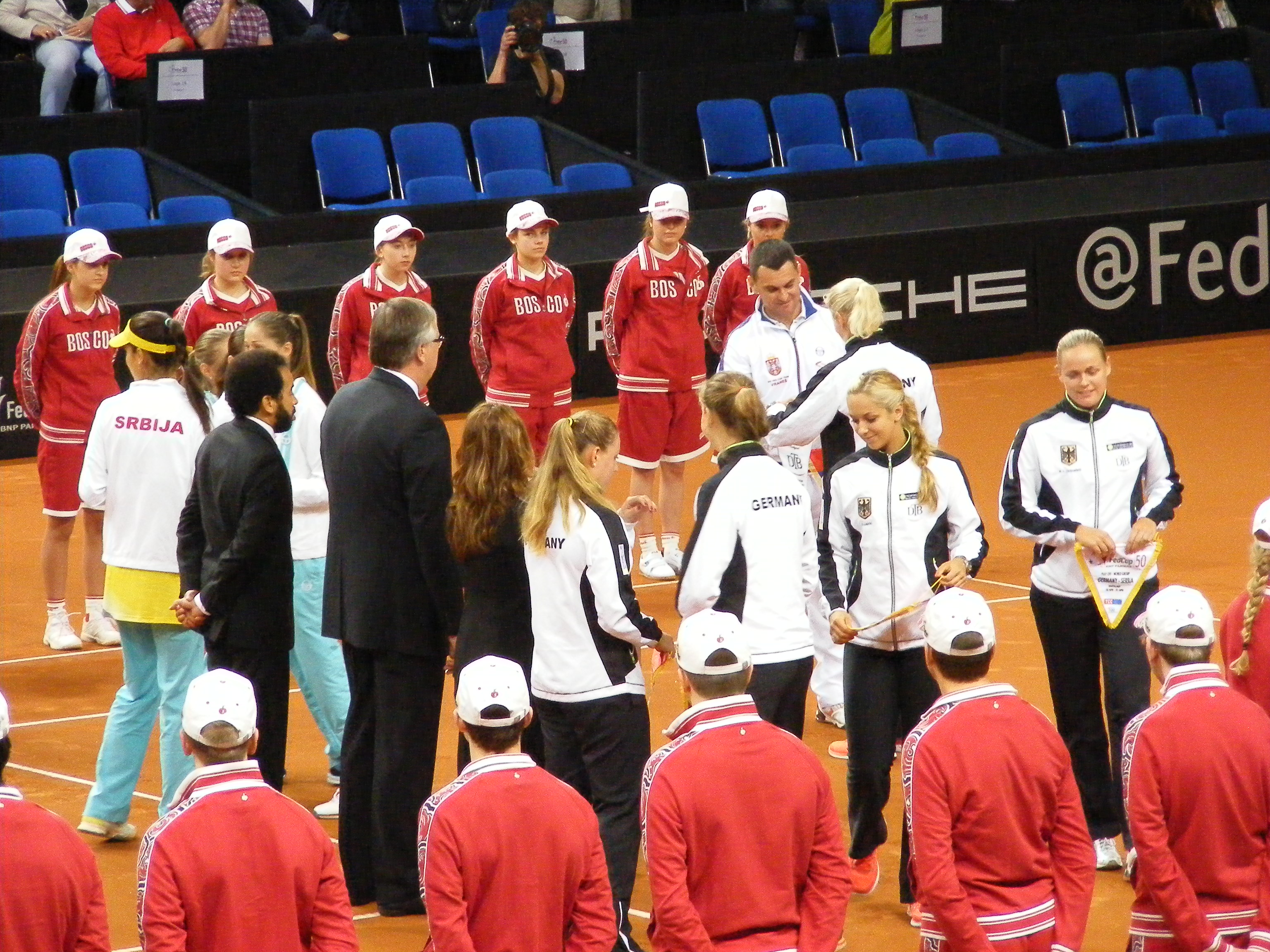
Slavnostní zahájení utkání Německo–Srbsko o udržení ve Světové skupině, Porsche-Arena, Stuttgart

Fed Cup 2013, oficiálně se jménem sponzora Fed Cup by BNP Paribas 2013, byl 51. ročník ženské tenisové týmové soutěže ve Fed Cupu, největší kolektivní soutěže v ženském sportu. Los se uskutečnil 6. června 2012 ve francouzské metropoli Paříži. Obhájkyněmi titulu z posledních dvou let 2011 a 2012 byly hráčky České republiky, které v předešlém finále hraném 3. a 4. listopadu 2012 v pražské O2 areně zdolaly Srbsko 3:1 na zápasy.
První kolo Světové skupiny tohoto ročníku se konalo mezi 9. a 10. únorem, semifinále se odehrálo 20. a 21. dubna a finále mezi Itálií a Ruskem probíhalo na cagliarské antuce 2. a 3. listopadu 2013.

## Světová skupina

### Účastníci
| Účastníci | Účastníci | Účastníci     | Účastníci |
| Austrálie | Česko     | Itálie        | Japonsko  |
| Rusko     | Slovensko | Spojené státy | Srbsko    |
| --------- | --------- | ------------- | --------- |

#### Nasazené týmy
1. Česko (semifinále)
2. Srbsko (čtvrtfinále)
3. Itálie (vítěz)
4. Rusko (finále)

### Pavouk
|  | Čtvrtfinále 9. – 10. února    | Čtvrtfinále 9. – 10. února    | Čtvrtfinále 9. – 10. února    |                               |                             | Semifinále 20. – 21. dubna      | Semifinále 20. – 21. dubna      | Semifinále 20. – 21. dubna      |                                 |                                 | Finále 2. – 3. listopadu         | Finále 2. – 3. listopadu         | Finále 2. – 3. listopadu         |                                  |                                  |
|  |                               |                               |                               |                               |                             |                                 |                                 |                                 |                                 |                                 |                                  |                                  |                                  |                                  |                                  |
|  | Ostrava, Česko (hala, tvrdý)  |                               |                               |                               |                             |                                 |                                 |                                 |                                 |                                 |                                  |                                  |                                  |                                  |                                  |
|  | 1                             | Česko                         | 4                             |                               |                             |                                 |                                 |                                 |                                 |                                 |                                  |                                  |                                  |                                  |                                  |
|  |                               | Austrálie                     | 0                             |                               |                             | Palermo, Itálie (venku, antuka) | Palermo, Itálie (venku, antuka) | Palermo, Itálie (venku, antuka) | Palermo, Itálie (venku, antuka) | Palermo, Itálie (venku, antuka) |                                  |                                  |                                  |                                  |                                  |
|  |                               |                               |                               |                               | 1                           | Česko                           | 1                               |                                 |                                 |                                 |                                  |                                  |                                  |                                  |                                  |
|  | Rimini, Itálie (hala, antuka) | Rimini, Itálie (hala, antuka) | Rimini, Itálie (hala, antuka) | Rimini, Itálie (hala, antuka) |                             | 3                               | Itálie                          | 3                               |                                 |                                 |                                  |                                  |                                  |                                  |                                  |
|  |                               | Spojené státy                 | 2                             |                               |                             |                                 |                                 |                                 |                                 |                                 |                                  |                                  |                                  |                                  |                                  |
|  | 3                             | Itálie                        | 3                             |                               |                             |                                 |                                 |                                 |                                 |                                 | Cagliari, Itálie (venku, antuka) | Cagliari, Itálie (venku, antuka) | Cagliari, Itálie (venku, antuka) | Cagliari, Itálie (venku, antuka) | Cagliari, Itálie (venku, antuka) |
|  |                               |                               |                               |                               |                             |                                 |                                 |                                 |                                 |                                 | 4                                | Itálie                           | 4                                |                                  |                                  |
|  | Moskva, Rusko (hala, tvrdý)   | Moskva, Rusko (hala, tvrdý)   | Moskva, Rusko (hala, tvrdý)   | Moskva, Rusko (hala, tvrdý)   | Moskva, Rusko (hala, tvrdý) |                                 |                                 |                                 |                                 |                                 | 3                                | Rusko                            | 0                                |                                  |                                  |
|  | 4                             | Rusko                         | 3                             |                               |                             |                                 |                                 |                                 |                                 |                                 |                                  |                                  |                                  |                                  |                                  |
|  |                               | Japonsko                      | 2                             |                               |                             | Moskva, Rusko (hala, antuka)    | Moskva, Rusko (hala, antuka)    | Moskva, Rusko (hala, antuka)    | Moskva, Rusko (hala, antuka)    | Moskva, Rusko (hala, antuka)    |                                  |                                  |                                  |                                  |                                  |
|  |                               |                               |                               |                               | 4                           | Rusko                           | 3                               |                                 |                                 |                                 |                                  |                                  |                                  |                                  |                                  |
|  | Niš, Srbsko (hala, tvrdý)     | Niš, Srbsko (hala, tvrdý)     | Niš, Srbsko (hala, tvrdý)     | Niš, Srbsko (hala, tvrdý)     |                             |                                 | Slovensko                       | 2                               |                                 |                                 |                                  |                                  |                                  |                                  |                                  |
|  |                               | Slovensko                     | 3                             |                               |                             |                                 |                                 |                                 |                                 |                                 |                                  |                                  |                                  |                                  |                                  |
|  | 2                             | Srbsko                        | 2                             |                               |                             |                                 |                                 |                                 |                                 |                                 |                                  |                                  |                                  |                                  |                                  |

### Finále: Itálie vs. Rusko
| Tennis Club Cagliari, Cagliari, Itálie 2. – 3. listopadu 2013 antuka (venku) |  |                                                                                 |     |     |      |            |  |  |
| \| 1. \| \| Roberta Vinciová Alexandra Panovová \| 5 7 \| 7 5 \| 8 6 \| \| \| \| \| 2. \| \| Sara Erraniová Irina Chromačovová \| 6 1 \| 6 4 \| \| \| \| \| \| 3. \| \| Sara Erraniová Alisa Klejbanovová \| 6 1 \| 6 1 \| \| \| \| \| \| 4. \| \| Roberta Vinciová Irina Chromačovová \| \| \| \| nehrálo se \| \| \| \| 5. \| \| Karin Knappová / Flavia Pennettaová Margarita Gasparjanová / Irina Chromačovová \| 4 6 \| 6 2 \| 10 4 \| \| \| \| \| \| \| \| \| \| \| \| \| \| \| \| \| \| \| \| \| \| \| \| \| \| \| \| \| \| \| \| \| \| \| \| \| \| \| \| \| \| \| \| \| \| \| \| \| \| \| \| \| \| |  |                                                                                 |     |     |      |            |  |  |
| |  |                                                                                 | 1.  | 2.  | 3.   |            |  |  |
| 1. |  | Roberta Vinciová Alexandra Panovová                                             | 5 7 | 7 5 | 8 6  |            |  |  |
| 2. |  | Sara Erraniová Irina Chromačovová                                               | 6 1 | 6 4 |      |            |  |  |
| 3. |  | Sara Erraniová Alisa Klejbanovová                                               | 6 1 | 6 1 |      |            |  |  |
| 4. |  | Roberta Vinciová Irina Chromačovová                                             |     |     |      | nehrálo se |  |  |
| 5. |  | Karin Knappová / Flavia Pennettaová Margarita Gasparjanová / Irina Chromačovová | 4 6 | 6 2 | 10 4 |            |  |  |
| |  |                                                                                 |     |     |      |            |  |  |
| |  |                                                                                 |     |     |      |            |  |  |
| |  |                                                                                 |     |     |      |            |  |  |
| |  |                                                                                 |     |     |      |            |  |  |
| |  |                                                                                 |     |     |      |            |  |  |

## Baráž Světové skupiny
Čtyři týmy, které prohrály v 1. kole Světové skupiny (Austrálie, Japonsko, Spojené státy, Srbsko) se utkaly v baráži o Světovou skupinu se čtyřmi vítěznými družstvy ze Světové skupiny II (Německo, Španělsko, Švédsko, Švýcarsko). Podle aktuálního žebříčku ITF byly čtyři nejvýše klasifikované týmy nasazeny.
| Baráž Světové skupiny – 20. a 21. dubna                 | Baráž Světové skupiny – 20. a 21. dubna | Baráž Světové skupiny – 20. a 21. dubna | Baráž Světové skupiny – 20. a 21. dubna | Baráž Světové skupiny – 20. a 21. dubna |
| Místo konání                                            | Povrch                                  | Domácí                                  | Výsledek                                | Hosté                                   |
| ------------------------------------------------------- | --------------------------------------- | --------------------------------------- | --------------------------------------- | --------------------------------------- |
| Porsche-Arena, Stuttgart, Německo                       | hala, antuka                            | Německo                                 | 3–2                                     | Srbsko (1)                              |
| Tennis Club Chiasso, Chiasso, Švýcarsko                 | venku, antuka                           | Švýcarsko                               | 1–3                                     | Austrálie (3)                           |
| Real Club de Polo, Barcelona, Španělsko                 | venku, antuka                           | Španělsko                               | 4–0                                     | Japonsko (4)                            |
| Delray Beach Tennis Center, Delray Beach, Spojené státy | venku, tvrdý                            | Spojené státy (2)                       | 3–2                                     | Švédsko                                 |

## Světová skupina II
Světová skupina II představovala druhou nejvyšší úroveň soutěže. Čtyři vítězné týmy nastoupí k barážovým utkáním o účast ve Světové skupině 2014 a poražení pak odehrají baráž o setrvání v této úrovni soutěže v příštím ročníku.
| Světová skupina II – 9. a 10. února                  | Světová skupina II – 9. a 10. února | Světová skupina II – 9. a 10. února | Světová skupina II – 9. a 10. února | Světová skupina II – 9. a 10. února |
| Místo konání                                         | Povrch                              | Domácí                              | Výsledek                            | Hosté                               |
| ---------------------------------------------------- | ----------------------------------- | ----------------------------------- | ----------------------------------- | ----------------------------------- |
| Sporthalle Wankdorf, Bern, Švýcarsko                 | hala, tvrdý                         | Švýcarsko                           | 4–1                                 | Belgie (1)                          |
| Estadio Mary Terán de Weiss, Buenos Aires, Argentina | venku, antuka                       | Argentina                           | 2–3                                 | Švédsko (4)                         |
| Club Atlético Montemar, Alicante, Španělsko          | venku, antuka                       | Španělsko                           | 3–1                                 | Ukrajina (3)                        |
| Palais des Sports de Beaublanc, Limoges, Francie     | hala, antuka                        | Francie                             | 1–3                                 | Německo (2)                         |

## Baráž Světové skupiny II
Čtyři týmy, které prohrály v 1. kole Světové skupiny II se utkaly v baráži o Světovou skupinu II se čtyřmi kvalifikanty z 1. skupin oblastních zón. Dva týmy se k barážovým zápasům kvalifikovaly z evropsko-africké zóny, jeden z asijsko-oceánské zóny a jeden z americké zóny.
| Baráž Světové skupiny II – 21. a 22. dubna           | Baráž Světové skupiny II – 21. a 22. dubna | Baráž Světové skupiny II – 21. a 22. dubna | Baráž Světové skupiny II – 21. a 22. dubna | Baráž Světové skupiny II – 21. a 22. dubna |
| Místo konání                                         | Povrch                                     | Domácí                                     | Výsledek                                   | Hosté                                      |
| ---------------------------------------------------- | ------------------------------------------ | ------------------------------------------ | ------------------------------------------ | ------------------------------------------ |
| Tennisclub Koksijde, Koksijde, Belgie                | hala, tvrdý                                | Belgie (1)                                 | 1–4                                        | Polsko                                     |
| Palais des Sports de Besançon, Besançon, Francie     | hala, tvrdý                                | Francie (3)                                | 4–1                                        | Kazachstán                                 |
| Estadio Mary Terán de Weiss, Buenos Aires, Argentina | venku, antuka                              | Argentina                                  | 3–1                                        | Velká Británie (4)                         |
| Sportovní klub Meridian, Kyjev, Ukrajina             | hala, antuka                               | Ukrajina (2)                               | 2–3                                        | Kanada                                     |

## Americká zóna

### 1. skupina

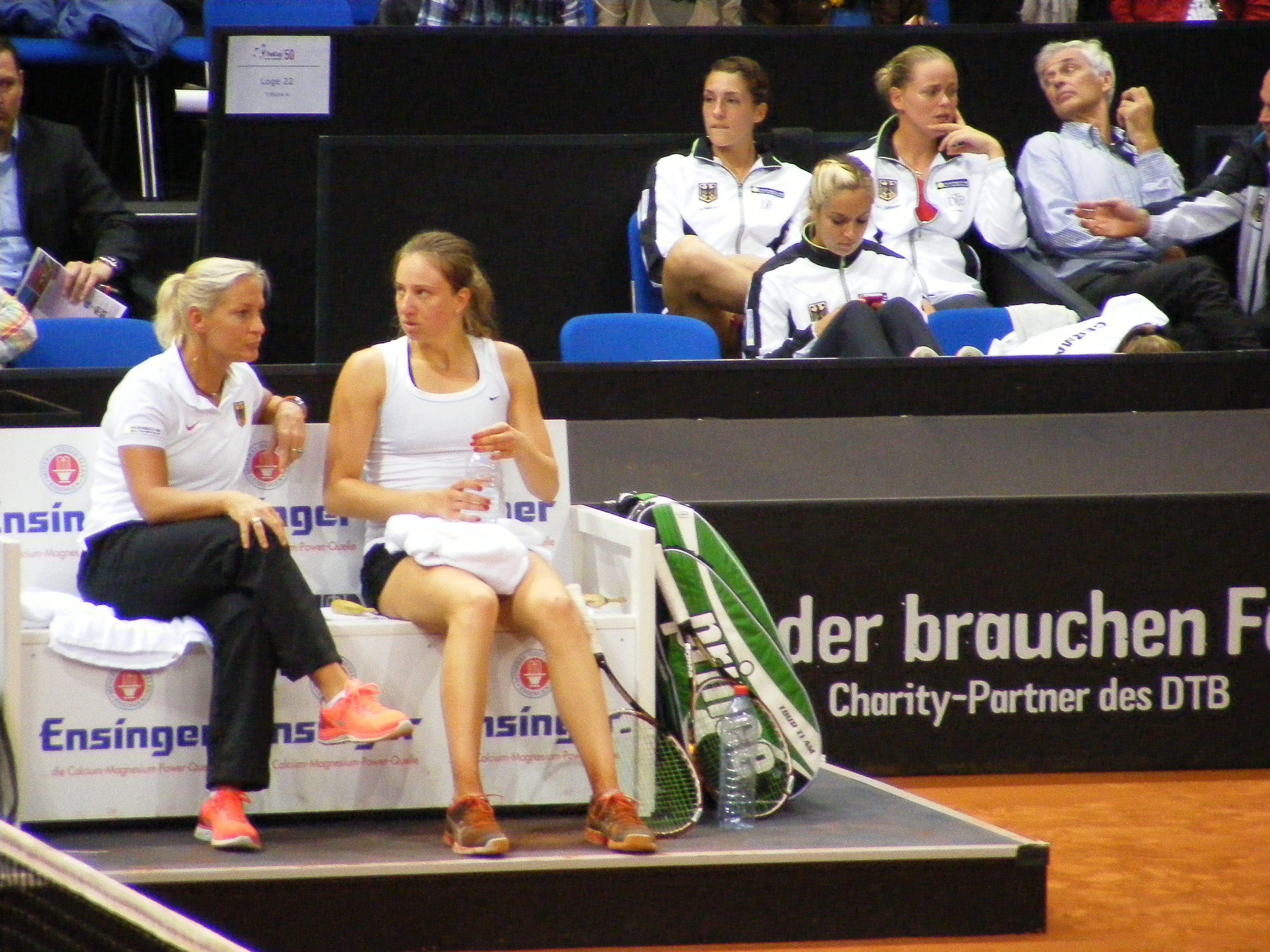
Němka Mona Barthelová (vpravo) s nehrající kapitánkou Barbarou Rittnerovou v utkání proti Ivanovićové, baráž Světové skupiny, Německo–Srbsko

- Místo konání: Country Club de Ejecutivos, Medellín, Kolumbie (antuka, venku)
- Datum: 4. – 9. února

Účastníci
- Brazílie
- Kanada – postup do baráže o účast ve Světové skupině II pro rok 2014
- Chile – sestup do 2. skupiny Americké zóny pro rok 2014
- Kolumbie
- Mexiko
- Paraguay
- Peru – sestup do 2. skupiny Americké zóny pro rok 2014
- Venezuela

### 2. skupina
- Místo konání: Maya Country Club, Santa Tecla, Salvador
- Datum: 16. – 20. července

Účastníci
- Bahamy – postup do 1. skupiny Americké zóny pro rok 2014
- Bermudy
- Bolívie
- Kostarika
- Dominikánská republika
- Ekvádor – postup do 1. skupiny Americké zóny pro rok 2014
- Salvador
- Guatemala
- Honduras
- Jamajka
- Panama
- Portoriko
- Trinidad a Tobago
- Uruguay

## Zóna Asie a Oceánie

### 1. skupina
- Místo konání: Národní tenisové centrum, Astana, Kazachstán (hala, tvrdý)
- Datum: 6. – 9. února

Účastníci
- Čína
- Tchaj-wan
- Indie – sestup do 2. skupiny zóny Asie a Oceánie pro rok 2014
- Kazachstán – postup do baráže o účast ve Světové skupině II pro rok 2014
- Jižní Korea
- Thajsko
- Uzbekistán

### 2. skupina
- Místo konání: Národní tenisové centrum, Astana, Kazachstán (hala, tvrdý)
- Datum: 4. – 10. února

Účastníci
- Hongkong
- Indonésie – postup do 1. skupiny zóny Asie a Oceánie pro rok 2014
- Írán
- Kyrgyzstán
- Malajsie
- Nový Zéland
- Pákistán
- Filipíny
- Singapur
- Turkmenistán
- Vietnam

## Zóna Evropy a Afriky

### 1. skupina

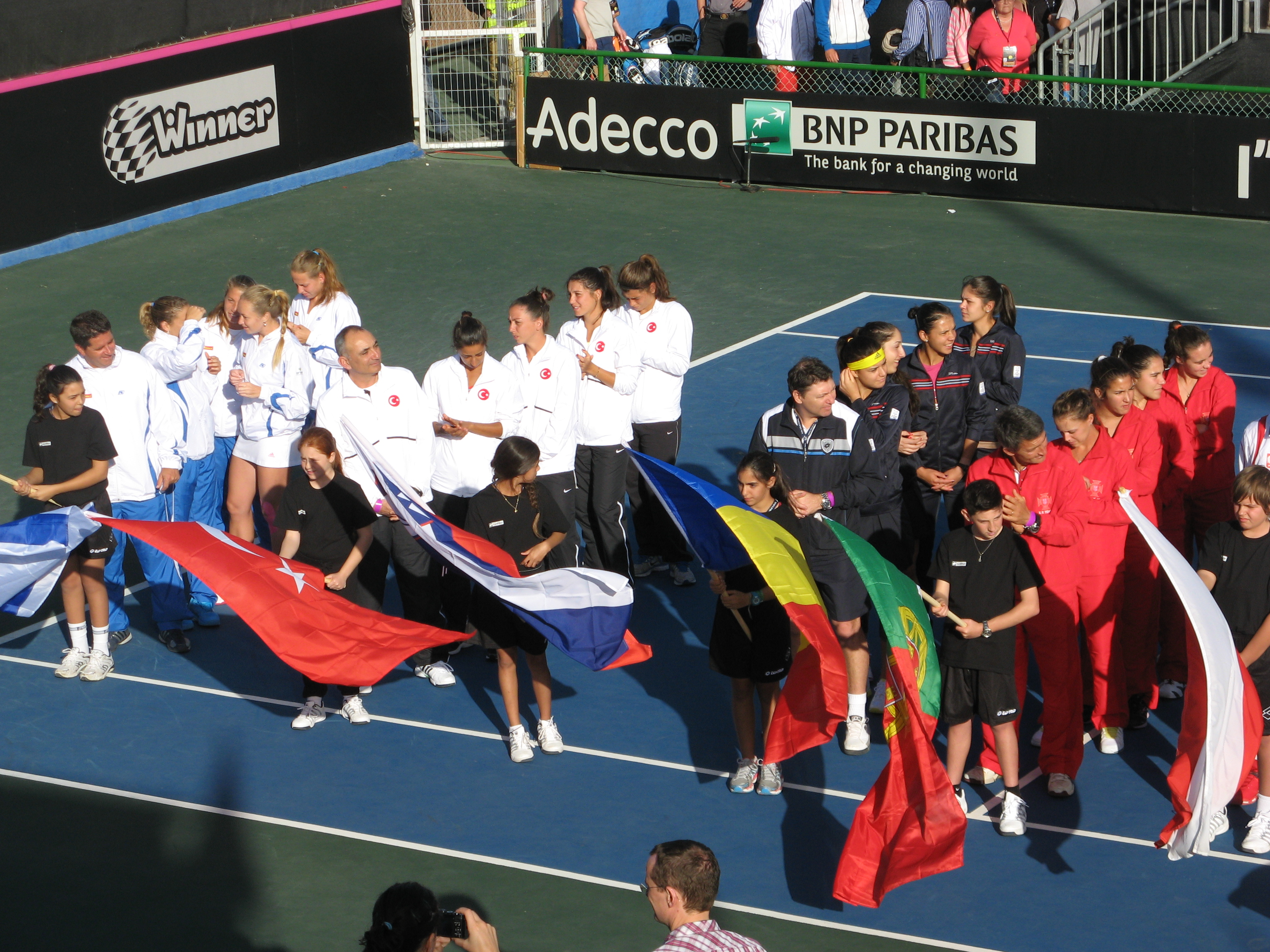
Slavnostní zahájení 1. skupiny euroafrické zóny, Ejlat

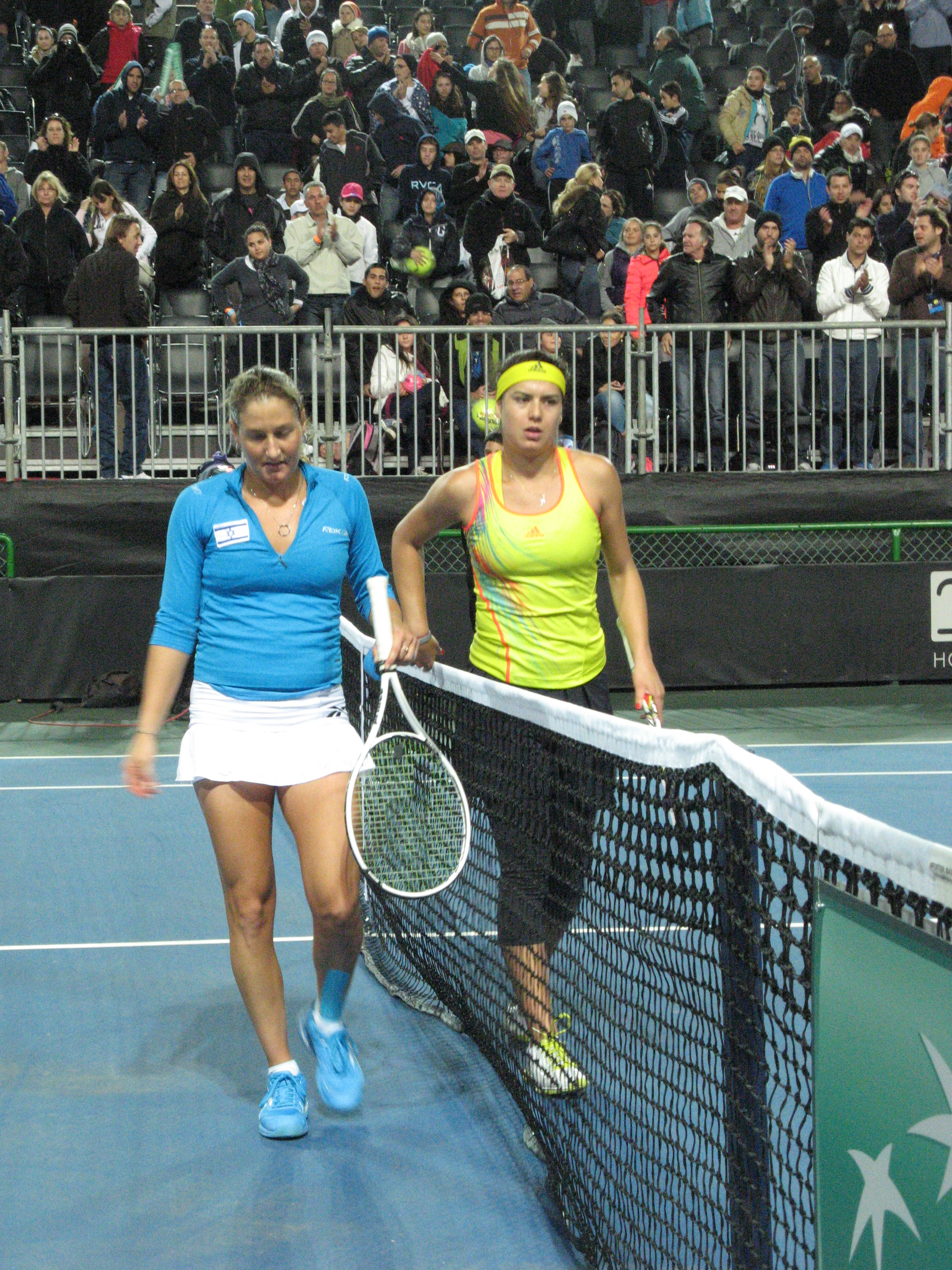
Izraelka Šachar Pe'erová a Rumunka Sorana Cîrsteaová po konci utkání 1. skupiny euroafrické zóny, Izrael–Rumunsko, Ejlat

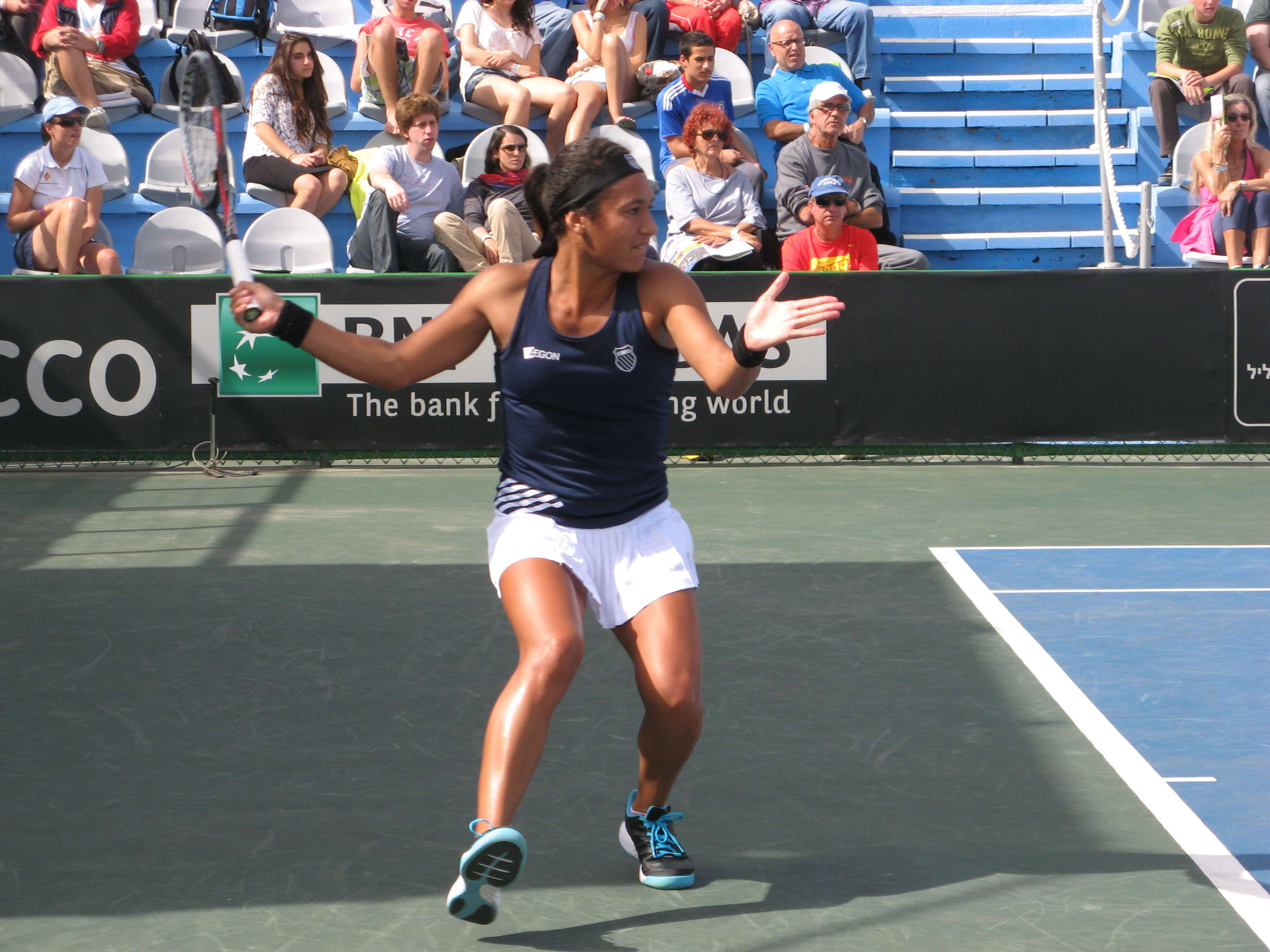
Britka Heather Watsonová proti Michelle Larcher de Britové, Spojené království–Portugalsko, 1. skupina euroafrické zóny

- Místo konání: Municipal Tennis Club, Ejlat, Izrael (venku, tvrdý)
- Datum: 6. – 10. února

Účastníci
- Rakousko
- Bělorusko
- Bosna a Hercegovina – sestup do 2. skupiny zóny Evropy a Afriky pro rok 2014
- Bulharsko
- Chorvatsko
- Gruzie – sestup do 2. skupiny zóny Evropy a Afriky pro rok 2014
- Velká Británie – postup do baráže o účast ve Světové skupině II pro rok 2014
- Maďarsko
- Izrael
- Lucembursko
- Nizozemsko
- Polsko – postup do baráže o účast ve Světové skupině II pro rok 2014
- Portugalsko
- Rumunsko
- Slovinsko
- Turecko

### 2. skupina
- Místo konání: Bellevue Club, Ulcinj, Černá Hora (venku, antuka)
- Datum: 17. – 20. dubna

Účastníci
- Estonsko – sestup do 3. skupiny zóny Evropy a Afriky pro rok 2014
- Finsko
- Řecko – sestup do 3. skupiny zóny Evropy a Afriky pro rok 2014
- Lotyšsko – postup do 1. skupiny zóny Evropy a Afriky pro rok 2014
- Litva
- Černá Hora
- Jižní Afrika
- Tunisko – postup do 1. skupiny zóny Evropy a Afriky pro rok 2014

### 3. skupina
- Místo konání: Terraten Club, Chișinău, Moldavsko (venku, antuka)
- Datum: 8. – 11. května

Účastníci
- Arménie
- Kypr
- Dánsko
- Egypt – postup do 2. skupiny zóny Evropy a Afriky pro rok 2014
- Irsko
- Keňa
- Lesotho
- Lichtenštejnsko – postup do 2. skupiny zóny Evropy a Afriky pro rok 2014
- Madagaskar
- Malta
- Moldavsko
- Maroko
- Namibie
- Norsko
- Rwanda